# Stege Nor
Stege Nor er en lavvandet kystlagune beliggende øst og syd for Stege på Møn. Noret er cirka 7 km langt og op til 1,8 km bredt, med en gennemsnitsdybde på cirka halvanden meter, men op til tre meter på det dybeste. Noret har udløb til Stege Bugt gennem Stege Havn i den nordvestlige ende. Noret er en del af en  tunneldal, hvor der har løbet en smeltevandsflod under i sidste istid. Noret er EU-habitatområde under Natura 2000projektet.